# Natali Cruz
Natali Maia Cruz (Manaus, 15 de março de 1993) é uma atleta brasileira de saltos ornamentais.
Integrou a delegação nacional que disputou os Jogos Pan-Americanos de 2011 em Guadalajara, no México.